# أرسين رو
أرسين رو (بالفرنسية: Arsène Roux) هو لغوي فرنسي، ولد في 5 فبراير 1893، وتوفي في 19 يوليو 1971.